# Bhutaniella sikkimensis
Bhutaniella sikkimensis là một loài nhện trong họ Sparassidae.
Loài này thuộc chi Bhutaniella. Bhutaniella sikkimensis được Frederick Henry Gravely miêu tả năm 1931.